# Ignacio F. Iquino
Ignacio Ferrés Iquino (Valls, 25 ottobre 1910 – Barcellona, 29 aprile 1994) è stato un regista, sceneggiatore, produttore cinematografico e direttore della fotografia spagnolo.

## Biografia
Figlio di un compositore e di un'attrice, inizia la carriera come fotografo, per poi passare dietro la macchina da presa già nel 1933.
Negli anni quaranta si dedica principalmente alla commedia, mentre nel 1950 dirige Brigada criminal, raro esempio di noir spagnolo che pone le basi del genere in Catalogna. Il Giuda (El Judas, 1952) viene invece ricordato per essere il primo film girato in catalano dopo la Guerra Civile. Buen viaje, Pablo (1959), interpretato da Ettore Manni, è un'attenta vivisezione della società franchista dell'epoca.
Negli anni sessanta ha inizio il suo declino: Iquino si cimenta sempre più con il cinema commerciale dirigendo spaghetti western e modesti film d'avventura.
Negli anni settanta, gli anni del destape, quando la censura spagnola ha ormai allentato la presa, Iquino realizza opere di exploitation di buon successo che trattano tematiche quali l'aborto (Aborto criminal, 1973) o la prostituzione giovanile (Las que empiezan a los quince años, 1978), per poi dedicarsi al cinema erotico e pornografico con una serie di film spesso interpretati da Andrea Albani. Tra i suoi ultimi film va ricordato l'horror Secta siniestra (1982), firmato con lo pseudonimo di Steve McCoy.

## Filmografia parziale

### Regista
- Al margen de la ley (1936)
- La trappola della morte (Camino cortado) (1955)
- La regina dello strip-tease (Joventud a la intemperie) (1961)
- 5 dollari per Ringo (1966)
- Tre per uccidere (La banda de los tres crisantemos) (1970)
- La mia Colt ti cerca... 4 ceri ti aspettano (Un colt por cuatro cirios) (1971)
- Alla larga amigos, oggi ho il grilletto facile... (Los fabulosos de Trinidad) (1972)
- Le dolci notti di Irene (La basura está en el ático) (1979)

### Produttore
- Quattro alla frontiera (Cuatro en la frontera), regia di Antonio Santillán (1958)
- Sei già cadavere amigo... ti cerca Garringo (Abre tu fosa, amigo... llega Sábata), regia di Juan Bosch (1971) - anche sceneggiatura